# 奥卢集市广场

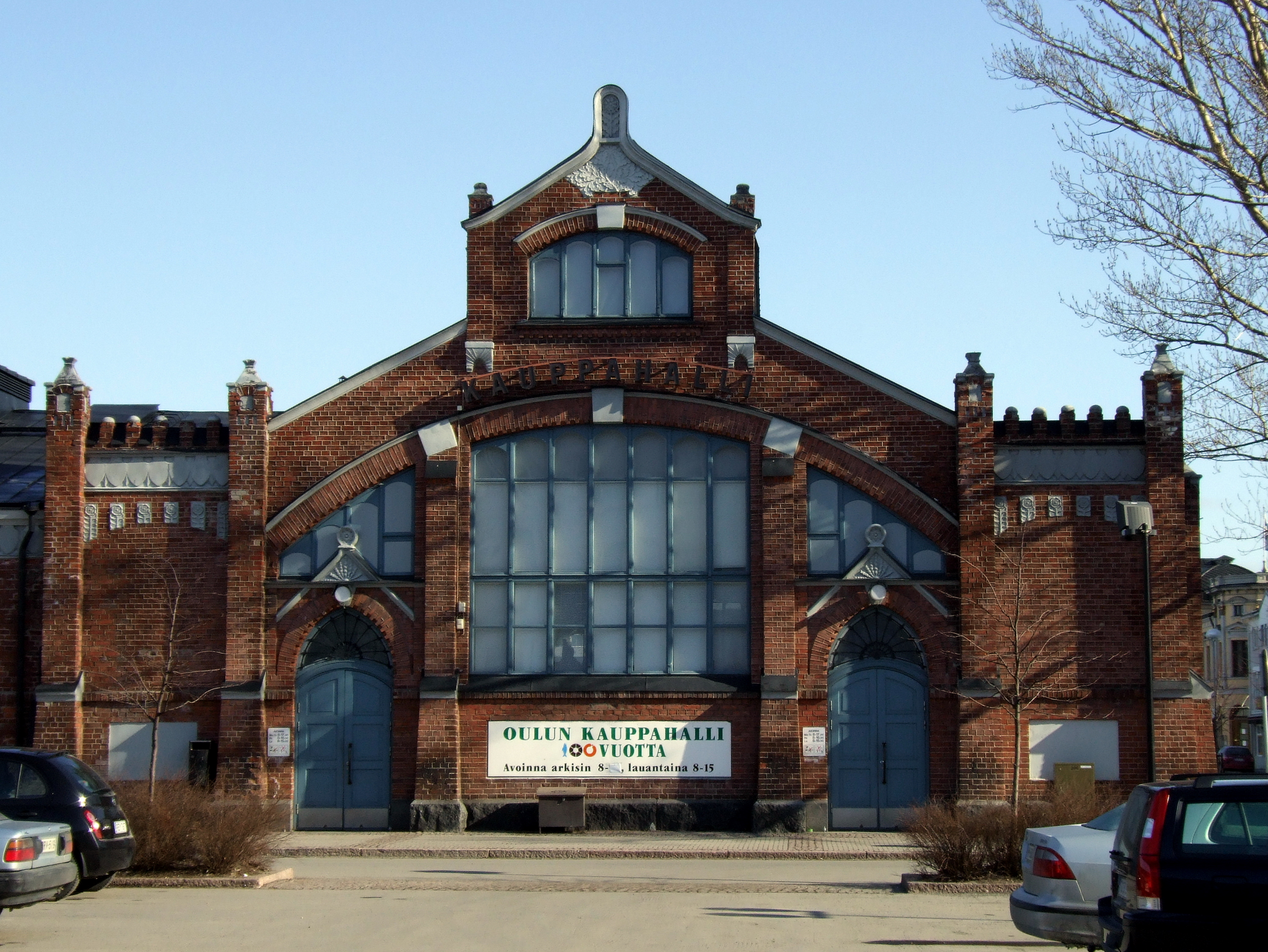
奥卢集市大厅

奥卢集市广场（芬蘭語：Oulun kauppatori）是芬兰北部城市奥卢的主要广场，位于市中心的Pokkinen区，奥卢河河畔。Rotuaari行人区从广场上的Toripolliisi雕像后面开始。
除了传统集市以外，现在广场上开设许多酒吧和餐厅。1901年，奥卢集市大厅在广场上开设，主要出售肉类。